# ساشا پیتویف
ساشا پیتویف (فرانسوی: Sacha Pitoëff‎؛ ۱۱ مارس ۱۹۲۰ – ۲۱ ژوئیهٔ ۱۹۹۰) یک بازیگر اهل فرانسه بود.
از فیلم‌ها یا برنامه‌های تلویزیونی که وی در آن نقش داشته است می‌توان به سال گذشته در مارین‌باد، آناستازیا، پاداش، سه تفنگدار، لیدی ال و داستان دو شهر اشاره کرد.